# Офанзива на Рудо (1993)
Офанзива на Рудо (1993) је била битка коју су извеле су снаге АРБиХ 12. јануара, када двије муслиманске бригаде, под командом Ферида Буљубашића, обновиле нападе из 1992. у правцу Вишеграда и Рудог. Њихов циљ је био да избију до Руда.

## Ток напада
Дана 12. јануара 1992. године, снаге од приближно две бригаде трупа АРБиХ из Источнобосанске оперативне групе Ферида Буљубушића покренуле су напад из Раонића и Меремишља према Руду. АРБиХ војници су прешли реку Лим и покренули напад. У борбама током наредних десет дана, муслиманске снаге су се пробијале напред у правцу Руда пре него што је 14. херцеговачка лака пешадијска бригада зауставила напад у близини села Омачина.

## Последице
Војска Републике Српске је започела операцију Прача 26. маја. Одмах у почетку офанзиве су разбил Прву рогатичку и Прву вишеградску бригаду АРБиХ. У року од два дана, Срби су пробили муслиманску одбрану југоисточно од Рогатице, а до 31. маја су заузели Међу и ушли у предграђе Устипраче.